# 北岛海军航空站

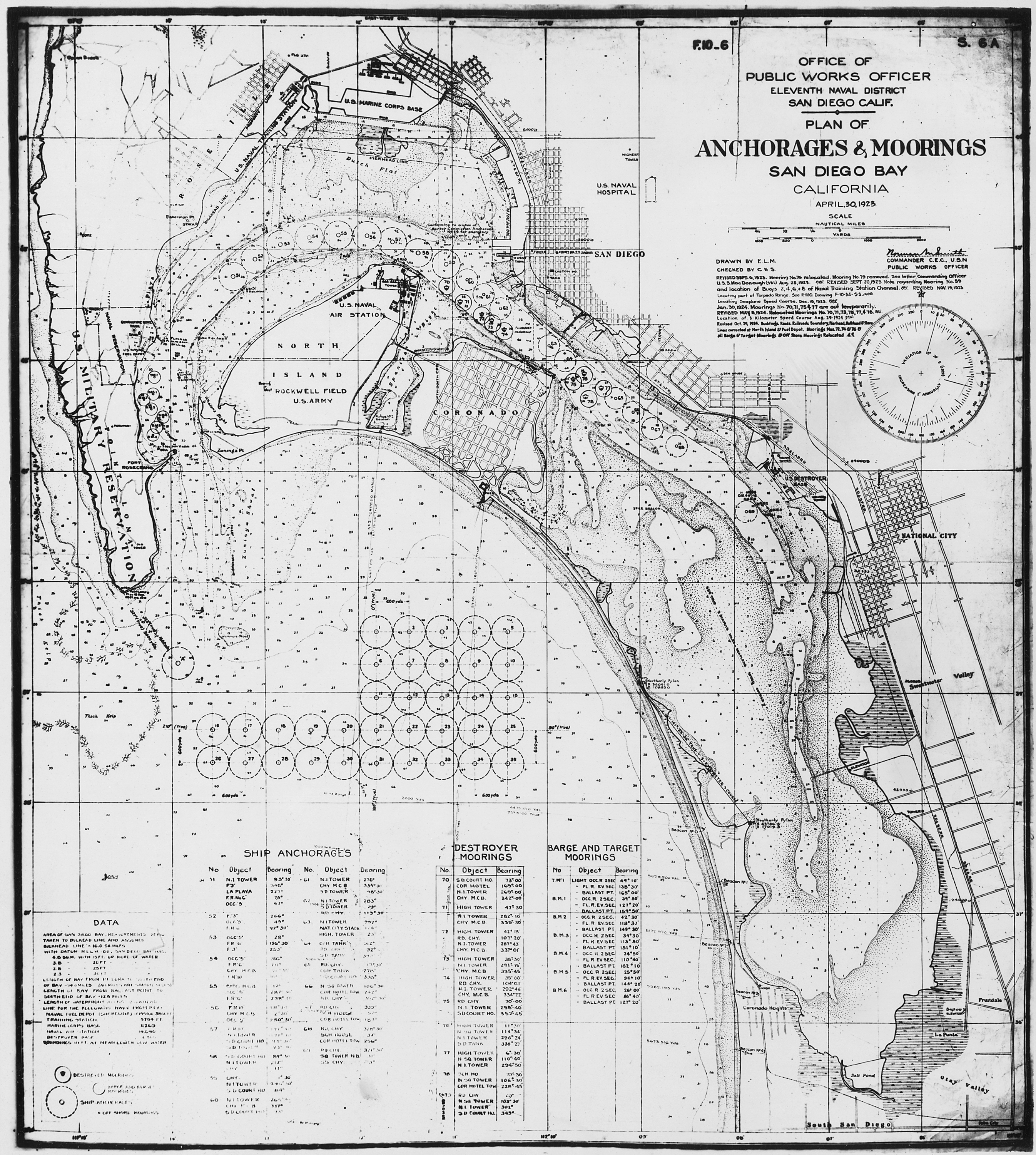
圣迭戈湾的军事地图

32°41′57″N 117°12′55″W / 32.69917°N 117.21528°W
北岛海军航空站（英語：Naval Air Station North Island）位于美国加利福尼亚州圣迭戈圣迭戈湾对岸的科罗纳多北端，与科罗纳多海军基地组成军事工业复合体。是美国海军太平洋航空队总部。